# Casa-fàbrica Lloberas
La casa-fàbrica Lloberas és un edifici situat als carrers de la Riereta i de l'Aurora del Raval de Barcelona, parcialment catalogat com a bé amb elements d'interès (categoria C) arran de la Modificació del Pla Especial de Protecció del Patrimoni Arquitectònic Històric-Artístic al Districte de Ciutat Vella, per a incorporar el Patrimoni Industrial del Raval (2018).

## Història
El 1826, els fabricants de teixits Francesc Lloberas i Gelpí (1786-1853) i Francesc Samontà va constituir una societat per a fabricar filats decotó, que va obtenir una menció honorífica a l'Exposició Indutrial de Madrid del 1827 i es va liquidar el 1829.
Lloberas va continuar la producció al carrer de la Cera, i el 1841, va obtenir del pagès de Badalona Josep Suñol i Cuadras i la seva esposa Teresa Capdevila i Pahisa l'establiment emfitèutic d'un terreny al carrer de la Riereta i al nou de l'Aurora, on faria construir una casa-fàbrica sota la direcció de l'arquitecte Joan Vilà i Geliu i amb la participació del fuster Francesc Bordas, el manyà Manuel Perdigó, el vidrier Francesc Fatjó, el pintor Josep Ribó i el fonedor de ferro Valentí Esparó, que s'encarregà del subministrament de 24 columnes (6 per planta) de ferro colat. Un cop acabada, la va llogar al fabricant de filats de cotó Francesc d'Assís Jordà i Molleras (1791-1861) i al seu fill Francesc de Paula Jordà i Planagomà (1816-1860), també fabricant, que el 1855 es casaria amb Josepa Lloberas i Vidal (1825-1907), filla de Francesc i la seva esposa Francesca Vidal i Escaitx (1782-1870). El 1843, Francesc Jordà pare hi va fer instal·lar una màquina de vapor de 10 CV.
Com d'altres propietaris de fàbriques, Lloberas va haver de sotmetre's a l'edicte del 10 d'abril del 1846 per a legalitzar-ne la força motriu, presentant uns plànols signats pel mestre d'obres Joan Soler i Cortina. Segons les «Estadístiques» del 1850, la fàbrica era ocupada per dos industrials del ram de la filatura: Llorenç Padró amb 7 CV, 2.400 fusos de mule-jennies i 60 operaris, i el ja esmentat Jordà, amb 15 CV, 2.160 fusos de mule-jennies i 62 operaris.
El 1855, Manuel Perdigó, propietari de la finca veïna del núm. 14 del carrer de l'Aurora, va presentar una denúncia a causa de les vibracions produïdes en el seu edifici per la màquina de vapor de Jordà. Després d’un dictamen dels arquitectes Antoni Rovira i Trias i Elies Rogent, se'n va ordenar la suspensió.
L'any 1873, el fabricant de cintes Francesc Palà va sol·licitar permís per a la substitució de la força motriu per dues calderes de vapor de 12 CV, segons els plànols de l'enginyer Francesc Pucurull. A finals del segle xix hi havia la fàbrica de trenyines de jute per a espardenyes de Llaudet i Cia, i a començaments del segle xx hi havia al segon pis la fàbrica de pianos de Priu, Mallart i Cia, que el 1906 va patir un incendi.
El 2015, l'antiga «quadra» del carrer de l'Aurora fou segregada de la finca per a construir-hi una promoció d'habitatges, que manté la façana original però no està catalogada.

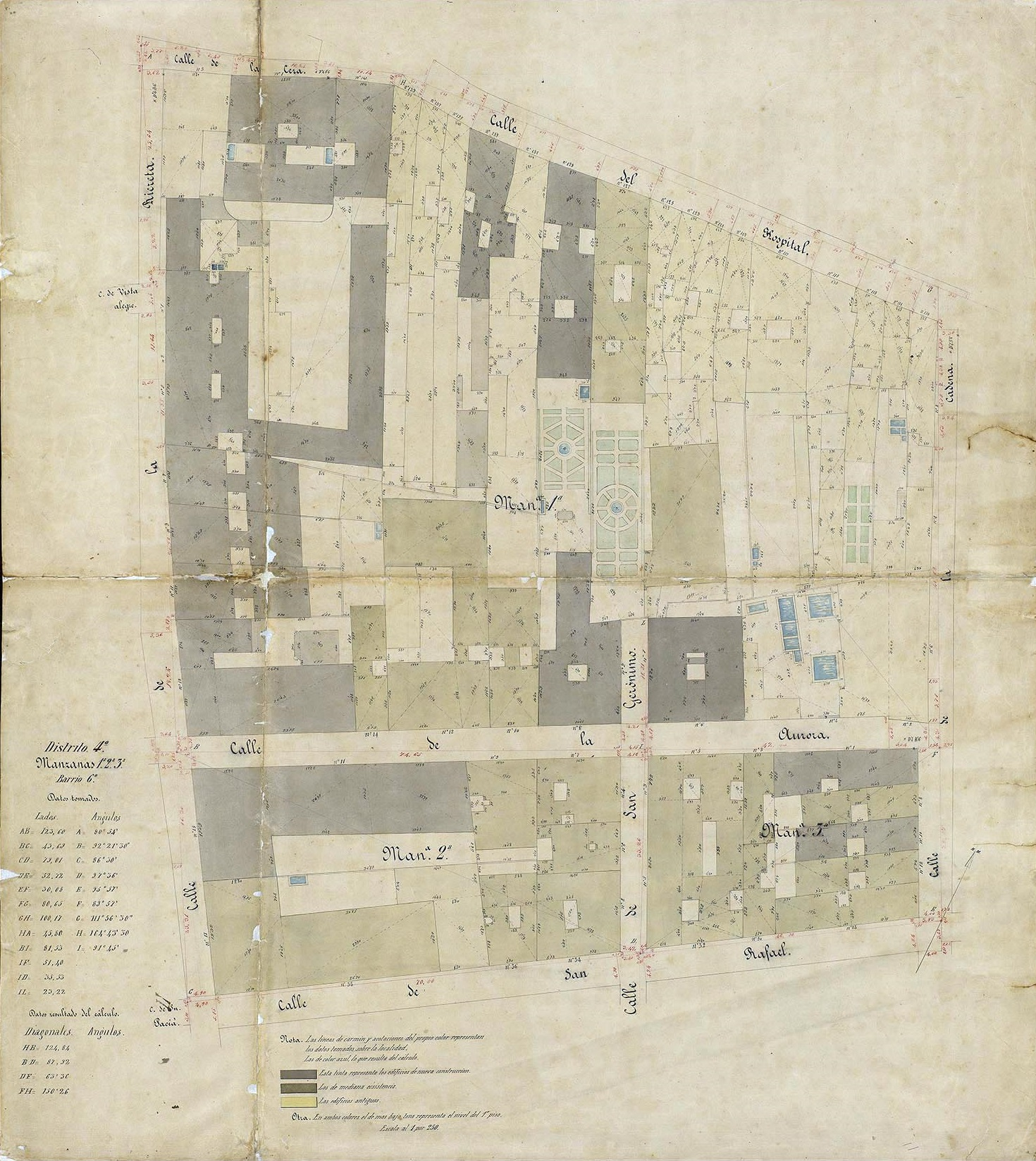
Quarteró núm. 98 de Garriga i Roca (c. 1858)